# カルロ・クリヴェッリ
カルロ・クリヴェッリ（Carlo Crivelli,  1430年頃? - 1495年）は、イタリアのルネサンス初期の画家。

## 人物・略歴
ヴェネツィア生まれ。師は不明。15世紀に流行したパドヴァ派の工房の系統の画家と推測される。金箔を施した黄金地のパネルに明澄な色彩で描かれた祭壇画は、ビザンティン美術風の流れを汲む豪奢さにあふれている。この時代、人物ごとに個別のパネルに描く祭壇画（多翼祭壇画）は主流では無くなっていたが、後年までこの伝統的なヴェネツィアパドヴァ・タイプの構成や装飾手法で描き続けた。画業への評価は高く、1490年にナポリ公から騎士の称号を得たとの記述が残る。
19世紀初頭までは殆どの祭壇画は元の場所にあったと考えられているが、ナポレオンの侵攻とイタリア統一の混乱により取り外され、世界中に散逸した。現在では、運よく残された僅かな作品が一部の礼拝堂に存在するのみである。
20世紀のアメリカの小説家スーザン・ソンタグ は1992年に出版されたエッセイ「Notes on "Camp"」のなかで "Camp is the paintings of Carlo Crivelli, with their real jewels and trompe-l'œil insects and cracks in the masonry."（「カルロ・クリヴェッリの絵画の「キャンプ」は本物と見まがう宝石や昆虫、石積みのひび割れなどである。（このエッセイで様々な実例をあげて論じられる　審美的な態度や特質の一種をキャンプと呼んでいる。）と評している。

## 代表作
- レンティの聖母（1472-1473年）（ニューヨーク、メトロポリタン美術館）
- マグダラのマリア（1475年）（アムステルダム、アムステルダム国立美術館）
- 1476年の多翼祭壇画（1476年）（ロンドン、ナショナル・ギャラリー）
- 聖エミディウスのいる受胎告知（1486年）（ロンドン、ナショナル・ギャラリー）
- サン・ドメニコ・ディ・カメリーノの祭壇画（1482年）（ミラノ、ブレラ美術館）

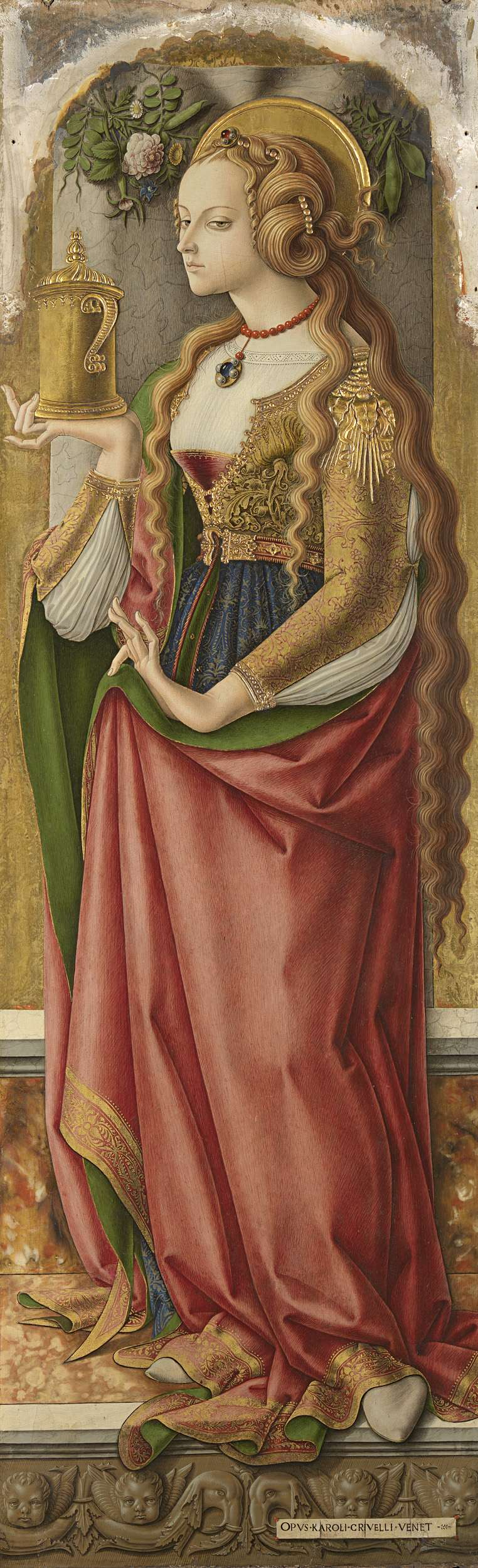
『マグダラのマリア』 アムステルダム国立美術館
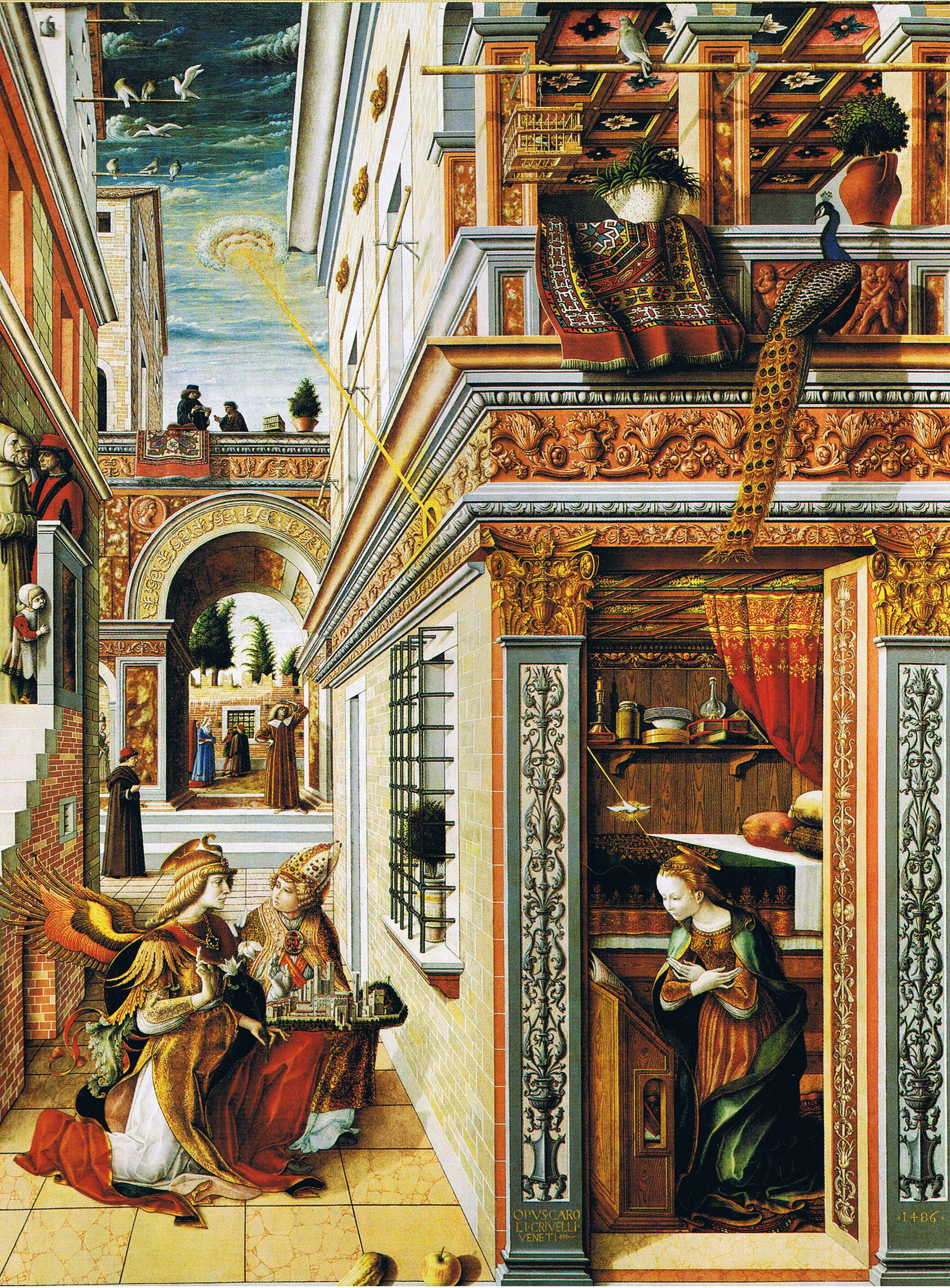
『聖エミディウスのいる受胎告知』(1486年) ナショナル・ギャラリー (ロンドン)
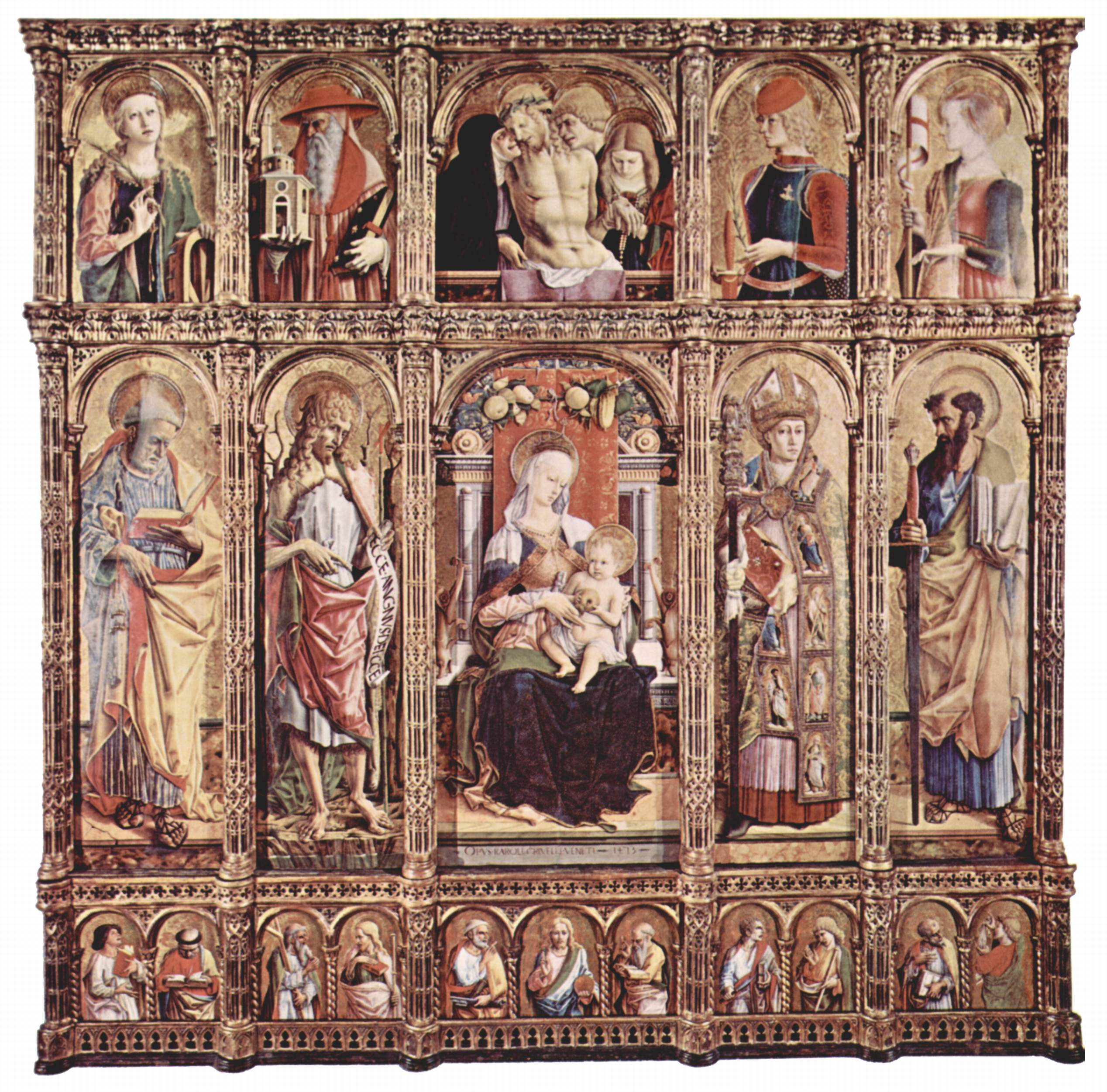
多翼祭壇画(1473年)、（アスコリ・ピチェーノ、Cattedrale di Sant'Emidio）